# Pierre-Charles Le Sueur
Pierre-Charles Le Sueur (ca. 1657, Artois, Francia – La Habana, Cuba, 17 de julio de 1704)  fue un comerciante de pieles francés en la Nueva Francia y explorador de América del Norte, reconocido por ser el primer europeo conocido que en 1700 exploró el valle del río Minnesota.

## Biografía
Pierre-Charles Le Sueur nació en Artois en 1657. Después de realizar estudios litúrgicos, se embarcó para Canadá enviado en una misión de los jesuitas. Llegó a Sault Sainte Marie que los misioneros jesuitas bautizaron en lugar de «Sault de Gaston». Atraído por el aire libre y el comercio de pieles, Le Sueur partió a la aventura como coureur des bois y trampero en el Pays d'en Haut alrededor de los Grandes Lagos. Hacía 1683, exploró la cuenca alta del río Misisipí y recorrió el río Misuri. Comerció con nativos dakotas (siouxs) y ojibwas de la tribu de los chippewa. Le Le Sueur ya hablaba con fluidez varios idiomas nativos, lo que fue crucial para su éxito como comerciante. 
Alrededor de 1683, recibió algunas muestras una arcilla azulada de la parte media de un afluente del Misisipí y lo llevó de vuelta a Francia para que fuese analizado. Un químico, Alexandre L'Huillier, consideró que era mineral de cobre. Le Sueur regresó a Nueva Francia, acompañado de L'Huillier, para extraer ese mineral. Fue retenido por, entre otras cosas, una pena de prisión por extralimitación de sus privilegios comerciales. Estuvo presente en la afirmación formal de la soberanía francesa de Canadá, declarada en 1689 por Nicholas Perrot en Green Bay. Finalmente, sin embargo, ese mismo año 1689 se le dio una autorización real para abrir una mina de cobre (aunque algunos sugirieron que estaba más interesado en "pieles mineras"), continuando en paralelo con el comercio de pieles. Sucedió a Daniel Greysolon, sieur du Lhut en ese comercio.
En 1693, el gobernador de la Nueva Francia, Louis de Buade de Frontenac, encargó a Le Sueur establecer una factoría cerca de los Grandes Lagos. Le Sueur eligió el emplazamiento en un cabo con vistas a los Grandes Lagos que llamó  La Pointe (Wisconsin). En 1695, recibió la orden de construir otro fuerte en el lago Pepin cerca de los puestos comerciales fortificados, el fuerte Saint-Antoine y el fuerte Perrot.
Hacia 1698, regresó a Francia para obtener el derecho del monopolio del comercio de pieles y cobre alrededor de los Grandes Lagos. Le Sueur se las arregló para obtener el permiso, pero se le pidió que regresara a América por la Luisiana francesa y no por Quebec. El 7 de diciembre de 1699 se trasladó a Biloxi, donde su cuñado, Pierre Le Moyne, sieur d'Iberville y d'Ardillières, había fundado esa colonia.
En 1699, estaba con el grupo que remontó el río Misisipí desde Biloxi hasta el «país de los Nadouessioux», deteniéndose para pasar el invierno en la isla Pelée o Fort Perrot sobre el lago Pepin. Se fue río arriba hasta cataratas de San Antonio, descubiertas unos años antes por Louis Hennepin. Después de comerciar en el verano y otoño de 1700 con las bandas locales dakota del área (los mdewankantons, wahpetons y wahpekutes), Le Sueur y un grupo de 20 hombres, entre quienes estaba el químico L'Huillier, fueron más allá hasta el río conocido por la población nativa como «minisota», o «nube reflejada en el agua». (Este río fue conocido por voyageurs posteriores como el St. Pierre, pero no está claro si Le Sueur lo conoció por ese nombre.) El grupo siguió el río Blue Earth (que ellos llamaron rivière Verte o rivière Bleu a causa del color del mineral y también descubrieron mineral de plomo), donde construyeron el Fuerte L'Huillier. Invernaron allí comerciando pieles y otras mercancías con las bandas de indios locales. Encontraron las praderas llenas de bisontes, y aprendieron a subsistir en gran medida con una dieta de carne. En mayo de 1701, Le Sueur dejó una guarnición de hombres en el fuerte bajo el mando d'Eraque y acompañado de gran cantidad de la tierra azul (en lengua dakota: «mah kato») emprendió el regreso hasta La Nouvelle-Orléans para realizar su análisis, que reveló que no era cobre y por lo tanto carecían de valor. Más tarde ese año, Fort L'Huillier fue atacado por indios sac y meskwakis. Tres hombres fueron asesinados en el ataque al fuerte, que luego fue abandonado en 1703.
Le Sueur navegó a Francia para asegurarse un mandato para servir como magistrado local en lo que ahora es  Alabama, pero cuando estaba de regreso a la Luisiana francesa murió de fiebre amarilla en La Habana, Cuba, el 17 de julio de 1704. Nunca volvió a ver de nuevo el país de Minnesota.

## Reconocimientos
Una ciudad (Le Sueur) y un condado de Minnesota (condado de Le Sueur) fueron nombrados en su honor. El condado de Blue Earth  y su sede, Mankato, fueron nombrados para el término en dakota para "tierra azul"  que Le Sueur había minado cerca. El supuesto sitio de la fortaleza L'Huillier está marcado con un poste indicador a lo largo de la U.S. Route 169 al sur de Mankato.